# M18 Hellcat
Der M18 Gun Motor Carriage Hellcat war ein US-amerikanischer Panzerjäger, der im Zweiten Weltkrieg entwickelt wurde und zum Einsatz kam.

## Entwicklung
Im Dezember 1941 startete das Ordnance Department die Entwicklung einer schnellen Panzerabwehr-Selbstfahrlafette. Ursprünglich in einer Kombination der amerikanischen 37-mm-Pak mit einem Christie-Laufwerk und einem Wright Continental-Motor R-975. Mitte 1942 wurde mit der Bezeichnung T49 GMC (Gun Motor Carriage) ein Prototyp vorgestellt. Doch die Kämpfe der britische Armee in Nordafrika hatten gezeigt, dass das Kaliber 37-mm veraltet war und es wurde eine 57-mm Bewaffnung gefordert. Außerdem hatte man das Potential der Drehstabfederung erkannt und forderte diese für das neue Fahrzeug. Die amerikanischen Panzerabwehrtruppen forderten eine noch leistungsfähigere Waffe für das Fahrzeug und das Ordnance Department willigte ein, einen zweiten Prototyp mit der 75-mm-Tank Gun M3 zu entwickeln. In der Folge wurden alle Arbeiten an dem Projekt T49 GMC eingestellt und das neue Projekt erhielt die Bezeichnung T67 GMC. Die Erprobung verlief eindrucksvoll, da das Leistungs-Gewichts-Verhältnis extrem günstig war. Der verantwortliche Ausschuss empfahl die Einführung des Fahrzeugs. Allerdings forderten die Panzerabwehrtruppen im Februar wiederum einen leistungsfähigere Kanone, die 76-mm-Tank Gun M1, welche gerade für die neue Generation M4 Sherman entwickelt wurde. Mit der neuen Bezeichnung T70 GMC wurden sechs weitere Prototypen mit dieser Waffe gebaut. Nach einigen Detailänderungen infolge der Erprobung, begann im Juli 1943 im Buick-Werk die Fertigung.

## Beschreibung
Die meisten Panzerjäger des Zweiten Weltkriegs basierten auf veralteten Fahrgestellen von Kampfpanzern. Doch der M18 GMC Hellcat war ein vollständig auf die Aufgabe hin entwickeltes Fahrzeug und zudem das erste amerikanische Kampffahrzeug, das eine Drehstabfederung erhielt.
Mit seinem Gewicht von nur 17 Tonnen war er für die letzten Jahre des Zweiten Weltkrieges ein sehr leichtes, gepanzertes Kampffahrzeug. Das geringe Gewicht ging auf seine schwache, jedoch überwiegend abgeschrägte Panzerung von maximal 12 mm bis mindestens 7 mm zurück, die lediglich vor leichten automatischen Waffen, Handfeuerwaffen und Granatsplittern Schutz bot.
Der oben offene Panzerturm bot rundum gute Beobachtungsmöglichkeiten des Gefechtsfeldes, aber wiederum nur wenig Schutz für die Besatzung. Doch war der M18 Hellcat mit einer maximalen Höchstgeschwindigkeit von über 80 km/h in der Lage aufgeklärte Ziele auszumanövrieren und diese seitlich oder von hinten anzugreifen. Deutsche Tiger und Panther waren mit ihren Richtmitteln kaum in der Lage, ein derart schnelles Fahrzeug unter Beschuss zu nehmen. Dies verschaffte der M18 GMC einen enormen Vorteil und glich die eigene Beschussempfindlichkeit oftmals aus; denn auch wenn die Projektile seiner 76-mm-Kanone nicht in der Lage waren, die Panzerung dieser deutschen Panzer frontal zu durchschlagen, konnte der M18 Hellcat sie doch durch Treffer in die Seiten oder das Heck zerstören. Die Besatzungen wurden in dieser Taktik des Ausmanövrierens mit comic-artigen Filmen und Illustrationen geschult, in denen von „Hit and Run“ oder auch „shoot-and-scoot“ die Rede war.

## Produktion
Die Produktion lief im Juli 1943 an, im Oktober 1944 liefen die letzten von insgesamt 2507 M18 GMC Hellcat vom Band. Die Produktion eines Exemplars kostete damals etwa 57.500 US-Dollar (unter Berücksichtigung der Inflation entspricht das einer heutigen Summe von rund 1.016.000 US-Dollar).

## Einsatz
Der M18 GMC bewährte sich in dieser Rolle des Panzerjägers trotz seiner Schwächen – wie der mangelnden Panzerung oder dem fehlenden Schutz vor Regen und Kälte – sehr gut und war bei seinen Besatzungen vor allem wegen seines Fahrkomforts im Gelände und seiner Geschwindigkeit beliebt, zumal es mit damaligen Zielvorrichtungen nur unter besten Umständen möglich war, einen Hellcat, der in voller Fahrt war, durch Beschuss zu zerstören. Auch eine Verfolgung des M18 GMC musste dieser nicht fürchten, da die meisten Kampfpanzer im Zweiten Weltkrieg gerade einmal eine Geschwindigkeit zwischen 40 km/h bis 55 km/h erreichten und dies oftmals nur auf der Straße. Der M18 GMC konnte ihnen in einem solchen Falle mit seinen über 80 km/h also schlicht davonfahren.
Nach dem Zweiten Weltkrieg wurde der M18 GMC Hellcat bald ausgemustert, da sich die Konzepte der Panzerabwehr in den USA geändert hatten.

## Nutzung in anderen Ländern
Die verbliebenen Hellcat wurden an verschiedene Länder in Südamerika (Argentinien, Venezuela) und Europa (Jugoslawien, Griechenland, Niederlande) geliefert.
Es existiert Filmmaterial aus den Jugoslawienkriegen der 1990er Jahre, auf dem ein noch funktionstüchtiger M18 GMC zu sehen ist.

## Varianten
- Armoured Utility Vehicle T41 (M39)

Im Juni 1944 wurde vorgeschlagen, die große Geschwindigkeit und die niedrige Silhouette der M18-Wanne für ein gepanzertes Mehrzweckfahrzeug zu nutzen. Man suchte nach einem Zugfahrzeug für die 3-inch-AT-Gun M6 (76,2-mm) oder auch ein Aufklärungs- und Transportfahrzeug für die Infanterie. Zwei Prototypen wurden aus M18-Fahrzeugen gebaut, der T41 als Zugkraftwagen und der T41 E1 als Aufklärungspanzer. Die turmlosen gepanzerten Kettenfahrzeugen des Typs M39 wurden für eine begrenzte Beschaffung im Juni 1944 freigegeben. Es wurden einige hundert gebaut.
- 105-mm HMC (Howitzer Motor Carriage) T88

Im August 1944 vom Ordnance Department vorgeschlagenes Entwicklungsprojekt einer Panzerhaubitze auf Basis der M18 GMC. Ein Prototyp mit einer 105-mm-Haubitze T12 im Dezember 1944 fertiggestellt. Geringfügige Änderungen abgesehen von Sichtmitteln und Bewaffnung gegenüber dem Panzerjäger. Das Projekt wurde allerdings wegen des Kriegsendes im August 1945 eingestellt.
- 76-mm-GMC (Gun Motor Carriage) T86, T86 E1 und T87 (Amphibious)

Die Vereinigten Staaten hatten nach dem Beginn des Krieges gegen Japan im asiatischen Raum viel Erfahrungen mit amphibischen Operationen gesammelt und man war interessiert möglichst einige ungepanzerte und gepanzerte Fahrzeuge schwimmfähig zu machen. Aus einer Entwicklung des Jahres 1943 wurden im Januar 1944 zwei Prototypen auf Basis der M18 GMC vorgestellt. Hierbei sollte eine Schiffskörperfahrzeugwanne, die verbreitert und leichter war verwendet werden. Der Antrieb im Wasser sollte beim T86 durch die Ketten erfolgen. Der zweite Entwurf R86 E1 sollte mit 66-cm-Schiffsschrauben angetrieben werden.
Der folgende T87-Entwurf nutzte nach der vergleichenden Erprobung einen verbesserten Antrieb über die Kette und ab Dezember 1944 wurde ein Prototyp erprobt. Da bei Kriegsende die Erprobung noch nicht abgeschlossen war, wurde das Projekt eingestellt.
Anzumerken ist, dass durch den "Schiffskörper" die Sicht des Fahrers schlecht war und auch die Lenkung im Wasser bereitete Probleme.

## Technische Daten M18 GMC
- Bodenfreiheit 36 cm
- Watfähigkeit: 1,22 m
- Grabenüberschreitfähigkeit: 1,88 m
- Kletterfähigkeit: 0,91 m
- Steigfähigkeit: bis zu 60 %
- Wendekreis: 10,05 m
- Tankinhalt: 643 l
- Panzerung:
  - Turmfront: 25,4 mm
  - Turmseiten: 12,7 mm
  - Wanne (vorn/hinten/Seiten): 12,7 mm
  - Decke: 7,9 mm
  - Boden: 6,35 mm
- Bewaffnung:
  - eine 76-mm-Kanone M1A1, M1A1C oder M1A2 L/55 mit 45 Schuss
    - Höhenrichtbereich: −10 bis +20°

  - ein 12,7-mm-Maschinengewehr M2 Browning auf dem Turmdach mit 840 Schuss